# Tequila Sunrise (coquetel)
O Tequila Sunrise é um coquetel preparado com tequila, suco de laranja e xarope de granadine, servido sem agitar num copo de vidro alto. A versão moderna da bebida tem origem em Sausalito, Califórnia, no início dos anos 1970, derivada de uma versão mais antiga, criada nos anos 1930 em Phoenix, Arizona. O nome do coquetel se deve à sua aparência quando servido, com graduações de cores que lembram o nascer do sol (em inglês, "sunrise").

## História
A versão original do Tequila Sunrise continha tequila, crème de cassis, suco de limão e água gaseificada e era servida no  hotel Arizona Biltmore, localizado em Phoenix, Arizona, onde foi criado por Gene Sulit em torno dos anos 1930 ou 1940.
A versão mais popular do coquetel contém tequila, suco de laranja e xarope de groselha e foi criada por Bobby Lozoff e Billy Rice no início dos anos 1970, enquanto trabalhavam como jovens atendentes de bar no restaurante The Trident em Sausalito, ao norte de San Francisco. Em 1972, numa festa privada no bar The Trident, organizada pelo empresário Bill Graham para dar início à turnê do ano da banda Rolling Stones nos Estados Unidos, Mick Jagger experimentou um coquetel e apreciou a bebida que e ele e sua comitiva começaram a beber. Depois, eles pediram a bebida em toda a turnê pelos Estados Unidos, até mesmo se referindo à turnê como "cocaine and tequila sunrise tour" ("turnê de cocaína e tequila sunrise").
Nessa época, o Trident era a maior ponta de estoque de tequila nos Estados Unidos e, em 1973, José Cuervo usou a nova bebida como uma oportunidade de marketing, dispondo a receita do novo coquetel no verso das garrafas de tequila da empresa e passou a promover a bebida de diversas formas. Posteriormente, no mesmo ano, a banda Eagles gravou uma canção chamada Tequila Sunrise para o álbum Desperado enquanto a popularidade da bebida estava em alta.

## Modo de preparo
O Tequila Sunrise é considerado um long drink, ou seja, uma bebida servida em volume relativamente grande, e geralmente é servido num copo do tipo Collins, em formato de tubo, ou num copo do tipo highball, semelhante ao Collins, porém mais largo. A International Bartenders Association (IBA) classifica essa bebida como um coquetel oficial da IBA, mais especificamente do tipo clássicos e contemporâneos.
A bebida é preparada ao adicionar à tequila cubos de gelo ice, depois o suco de laranja e , por último, o xarope. O visual característico da bebida irá depender da adição de xarope sem agitá-lo com os outros ingredientes. Uma colher pode ser usada para conduzir gradualmente o xarope pela parede do copo, com uma leve mistura.

### Variações
- Arizona Biltmore Tequila Sunrise: Versão original, que deu origem à receita oficial. Para prepará-la, usa-se tequila, crème de cassis, suco de limão fresco e água gaseificada.[2]
- Aperol Sunrise: Substitui-se o xarope de groselha por licor de laranja Aperol.
- Tequila Sunset: Substitui-se o xarope de groselha por conhaque de frutas (blackberry brandy), ou rum encorpado.
- Caribbean Sunrise: Usa-se rum no lugar de tequila.
- Vodka (ou Russian) Sunrise: Usa-se vodca no lugar de tequila.
- Southern Sunrise: Usa-se o licor Southern Comfort no lugar de tequila.
- Astronaut Sunrise: Usa-se refresco em pó com sabor de laranja no lugar de suco de laranja.
- Amaretto Sunrise: Usa-se o licor amaretto Disaronno no lugar de tequila.
- Florida Sunrise: Usam-se medidas iguais de suco de abacaxi e suco de laranja.
- Red Sea Sunrise: Versão não alcoólica em que se usa limonada ou Sprite em vez de tequila.
- Enamorada Sunrise: Substitui-se o xarope de groselha por Campari.
- Colorado Sunrise: Usa-se Captain Morgan e Sunny Delight no lugar de tequila e suco de laranja.
- Bequia Sunrise: Usa-se conhaque de mel Union Jake's  no lugar de tequila.[8]
- Goon Sunrise: Usa-se vinho de caixa no lugar de tequila.